# Jay Dasilva
Pour les articles homonymes, voir Dasilva.
Jay Rhys Dasilva, né le 22 avril 1998 à Luton, est un footballeur anglais qui évolue au poste de défenseur à Coventry.

## Biographie

### En club
Le 9 août 2018, Dasilva est prêté pour une saison à Bristol City.
Le 26 juin 2019, Dasilva signe un contrat de quatre ans à Bristol City.
Le 31 mai 2023, il rejoint Coventry.

### En sélection
Avec les moins de 17 ans, il participe au championnat d'Europe des moins de 17 ans en 2015. Lors de cette compétition, il joue cinq matchs. L'Angleterre se classe cinquième du tournoi.
Il dispute dans la foulée la Coupe du monde des moins de 17 ans organisée au Chili. Lors du mondial junior, il joue trois matchs : contre la Guinée, le Brésil et la Corée du Sud.
Avec les moins de 19 ans, il participe au championnat d'Europe des moins de 19 ans en 2017. Il joue cinq matchs lors de ce tournoi, en officiant comme capitaine. L'Angleterre remporte la compétition en battant le Portugal en finale.
Il fait partie des vingt joueurs sélectionnés en équipe d'Angleterre espoirs pour disputer le Festival international espoirs 2018.
Le 27 mai 2019, il fait partie des vingt-trois joueurs sélectionnés pour participer à l'Euro espoirs 2019 avec l'équipe d'Angleterre.
Le 6 juin 2024, il fait ses débuts  pour le  Pays de Galles.

## Palmarès

### En sélection
- Angleterre -19 ans
  - Vainqueur du Championnat d'Europe en 2017.
- Angleterre espoirs
  - Vainqueur du Festival international espoirs en 2018.